# Александровка (Совєтський район)
Алекса́ндровка (рос. Александровка, марій. Александровка) — присілок у складі Совєтського району Марій Ел, Росія. 
Входить до складу Михайловського сільського поселення.

## Населення
Населення — 15 осіб (2010; 8 у 2002).
Національний склад (станом на 2002 рік):
- марі — 50 %
- росіяни — 50 %